# 에용 에노
에용 타르캉 에노 (Eyong Tarkang Enoh, 1986년 3월 23일 ~ )는 카메룬의 축구 선수이다. 현재 수비형 미드필더로 뛰고 있다.